# Boulevard Haussmann

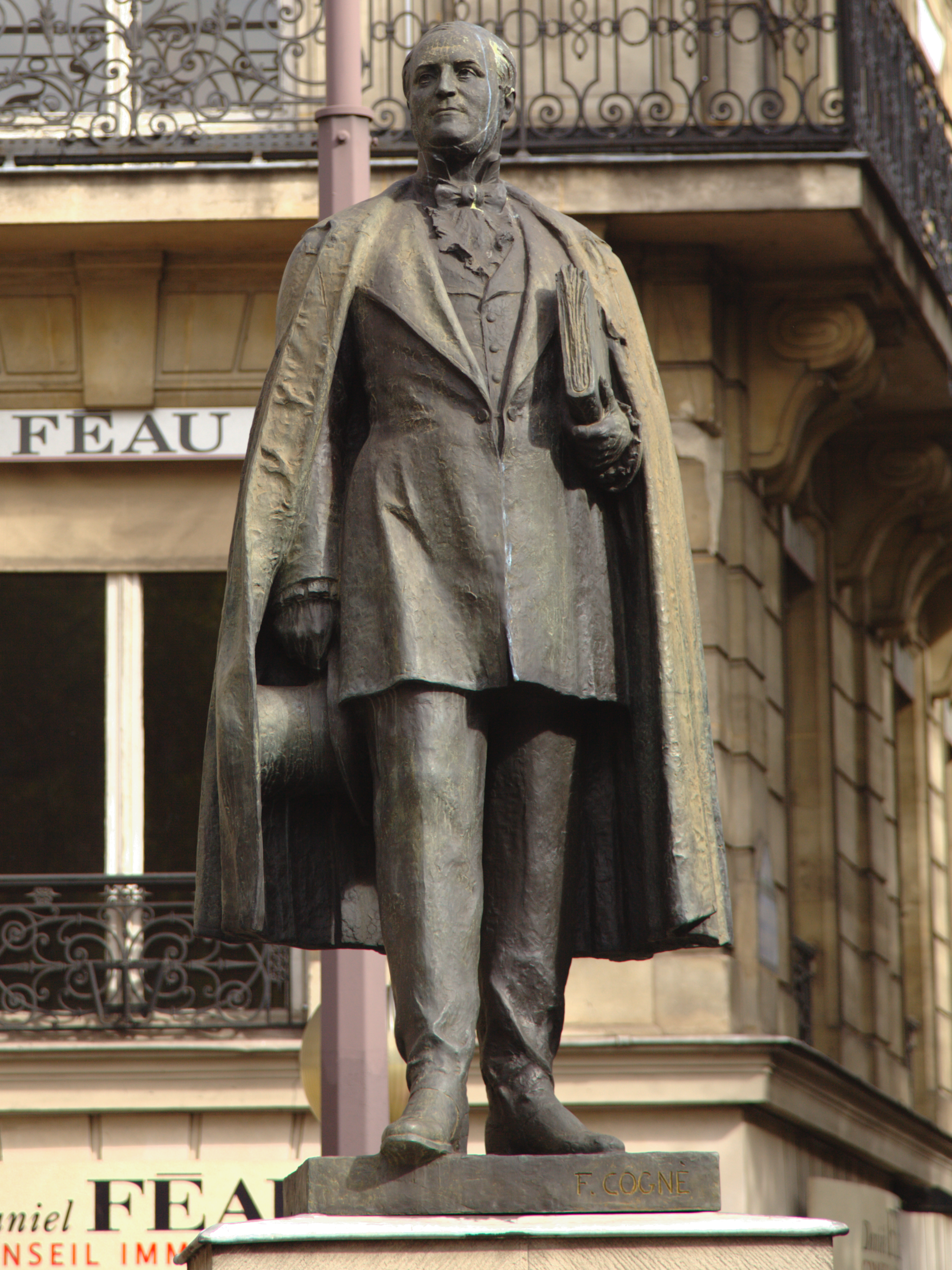
Boulevard Haussmann 132 – Monument des Baron Georges-Eugène Haussmann (Oktober 2012)

Der Boulevard Haussmann [bulvaʁ os.man] ist ein 2530 Meter langer Boulevard in Paris, der durch das 8. und 9. Arrondissement zwischen der Kreuzung des Boulevard des Italiens / Boulevard Montmartre und der Kreuzung Rue de Monceau / Rue du Faubourg Saint-Honoré verläuft. Seine nordwestliche Verlängerung ist die Avenue de Friedland.

## Lage
Diese Straße beginnt im Bereich des Hauptsitzes großer Banken, verläuft vorbei an Kaufhäusern, die oft mit seinem Namen verbunden werden, und durchquert schließlich Gebiete mit Büros der gehobenen Kategorie. Der Boulevard wurde von Arbeitern gebaut, die zum größten Teil Maurer aus dem Département Creuse waren.
Der Boulevard Hausmann wird über folgende Metrostationen erreicht:
- Richelieu – Drouot
- Chaussée d’Antin – La Fayette
- Havre – Caumartin

## Namensursprung

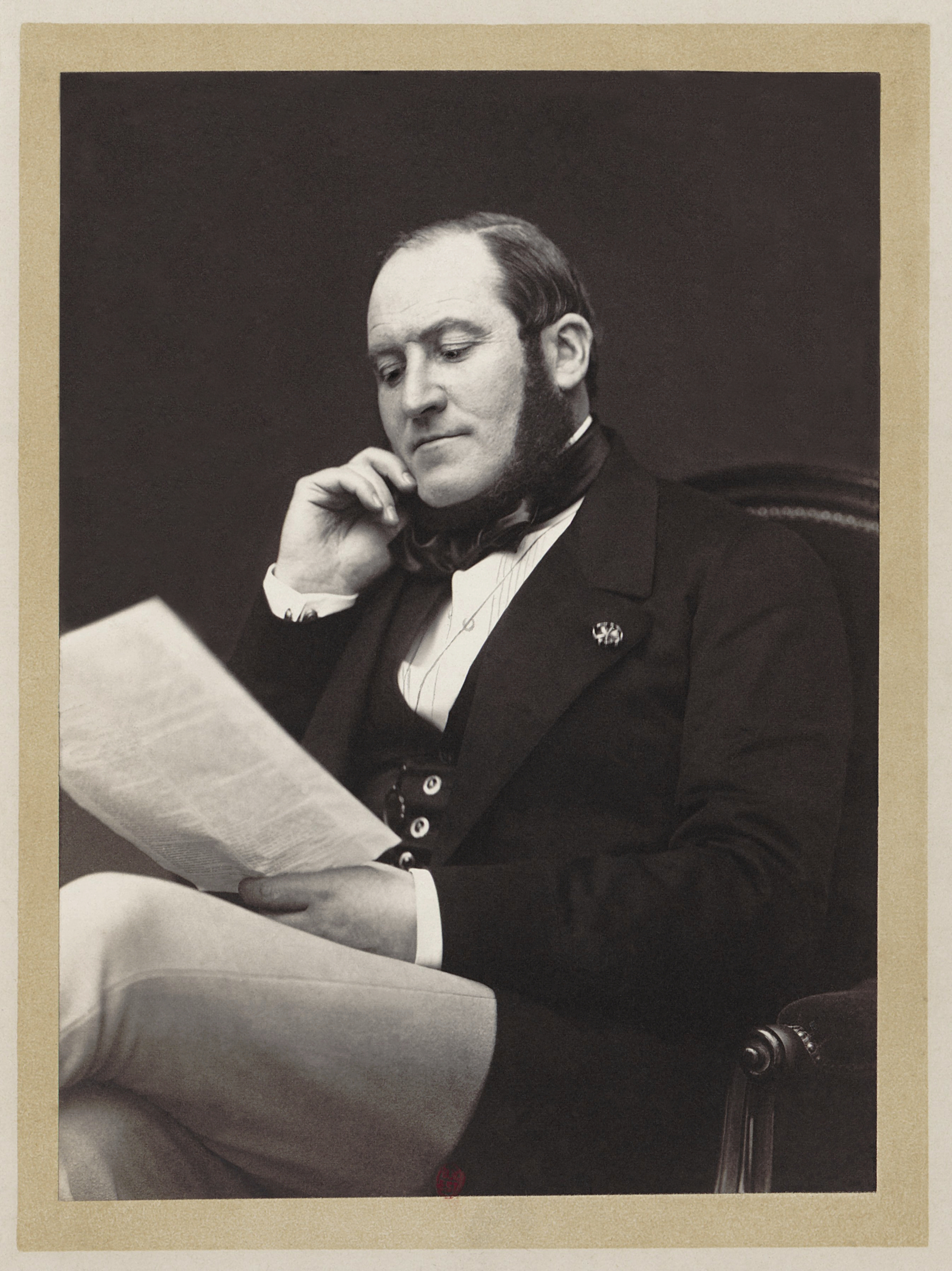
Baron Haussmann (1860)

Der Boulevard ist nach Georges-Eugène Haussmann benannt, der Paris Mitte des 19. Jahrhunderts ein modernes Stadtbild gab, das bis heute erhalten ist. Baron Haussmann (1809–1891) war französischer Verwaltungsbeamter und Politiker, der als Präfekt vom Département Seine die Umwandlung von Paris während des Zweiten Kaiserreichs leitete.

## Geschichte
Im Gegensatz zu den Grands Boulevards ist der 30 Meter bis 33,60 Meter breite Boulevard Haussmann nicht auf einem Teil der ehemaligen Pariser Stadtmauern errichtet, sondern sollte zu einer weiteren Schnellverbindung werden. Durch seine zahlreichen Ausfallstraßen veränderte Haussmann das mittelalterliche Straßenlabyrinth in eine überschaubare und im militärischen Ernstfall rasch zu dominierende Stadtlandschaft. Haussmann, der mütterlicherseits einer angesehenen pfälzischen evangelisch-lutherischen Pfarrersfamilie entstammte, hatte sein Amt als Präfekt und Pariser Stadtplaner erst seit dem 23. Juni 1853 inne und begann mit den Bauarbeiten für den Boulevard am 17. Oktober 1857. Dabei schreckten er und sein leitender Bauingenieur Eugène Belgrand auch vor zahlreichen Häuserabrissen nicht zurück. Er trieb den Boulevard Häuserblock für Häuserblock in 6 Bauabschnitten voran, um letztlich eine Verbindung zum Boulevard Montmartre herzustellen. Neue Bauwerke mussten sich an dem geplanten Straßenverlauf ausrichten. Am 2. März 1864 erhielt der Boulevard seinen heutigen Straßennamen. Als hier das Kaufhaus Printemps am 11. Mai 1865 in Nummer 64 einzog, war an dieser Stelle der Boulevard fertig. Nachdem Haussmanns Amtszeit am 5. Januar 1870 endete, begannen erst die Bauarbeiten am letzten Teilstück des Boulevards, das diesen nun mit dem Boulevard Montmartre verbindet. Die Nummerierung der Häuser besteht erst seit dem 23. Dezember 1880. Weitere bauliche Veränderungen gab es bis 12. Januar 1922, als der Boulevard noch bis zur rue Taitbout verlief. Erst nach 70-jähriger, unterbrochener Bauzeit wurde der Boulevard im Dezember 1926 komplett fertig gestellt. Am 15. Januar 1927 ist das 1870 begonnene letzte Teilstück des Boulevard Haussmann, das diesen nun mit dem Boulevard Montmartre verbindet, für den Verkehr eröffnet worden. Hierfür mussten an der Nordseite des Boulevard des Italiens 14 Gebäude abgerissen werden. Die Fertigstellung des Boulevards erlebte Haussmann nicht mehr, da er am 11. Januar 1891 verstarb.

## Sehenswürdigkeiten
Seit 2005 hat die französische Tageszeitung Le Figaro hier ihren Sitz. Das Kaufhaus Galeries Lafayette lag ursprünglich nicht direkt am Boulevard, sondern erst Erweiterungsbauten drangen 1906 bis an Nummer 40 vor. Die Eröffnung des in armierter Betonskelettbauweise errichteten zweiten großen Kaufhauses Lafayette mit der 73 Meter hohen Glaskuppel fand am 8. Oktober 1912 statt. Der Essayist Marcel Proust lebte zwischen 1906 und 1919 in Nummer 102. In Höhe der Nummer 132 steht die Statue von Haussmann, Nummer 158 beherbergt in einem ehemaligen Hôtel particulier das Musée Jacquemart-André. Das Museum zeigt eine bedeutende Kunstsammlung, die von alt-italienischen Meisterwerken bis zu französischen Arbeiten des 19. Jahrhunderts reicht. Der Boulevard hat sich mit seinen zahlreichen exquisiten Läden und Boutiquen zu einer berühmten Pariser Einkaufsstraße entwickelt.
- Nr. 12: Hôtel Commodore:[3] Hier war der erste Sitz des Einsatzstabs Reichsleiter Rosenberg während der Deutschen Besetzung im Zweiten Weltkrieg.[4]
- Nr. 14: Sitz der Groupe Figaro, Eigentümer der Tageszeitung Le Figaro.

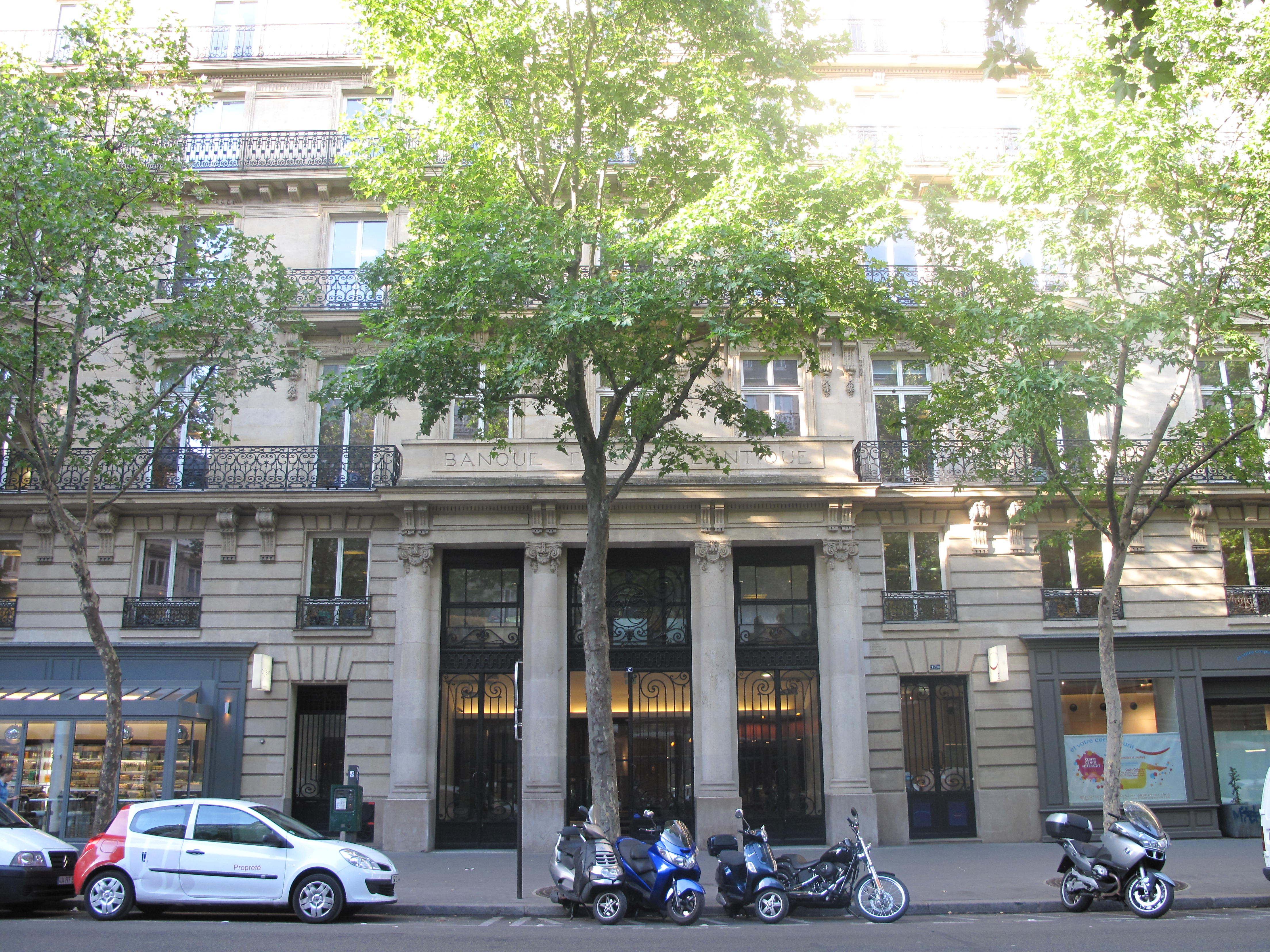
17 Boulevard Haussmann, Verwaltungssitz von Danone

- Nr. 17: Sitz der Gesellschaft Danone, ehemals Sitz der Banque Transatlantique
- Nr. 31: Wohnsitz von Gustave Caillebotte und Martial Caillebotte nach dem Tod ihrer Mutter 1878 bis 1887 (nach der Heirat von Martial). Mehrere Bilder von Gustave Caillebotte entstehen als Sicht vom Balkon der Wohnung.
- Nr. 40: Galeries Lafayette
- Nr. 64: Printemps Haussmann; (Printemps (Warenhäuser))

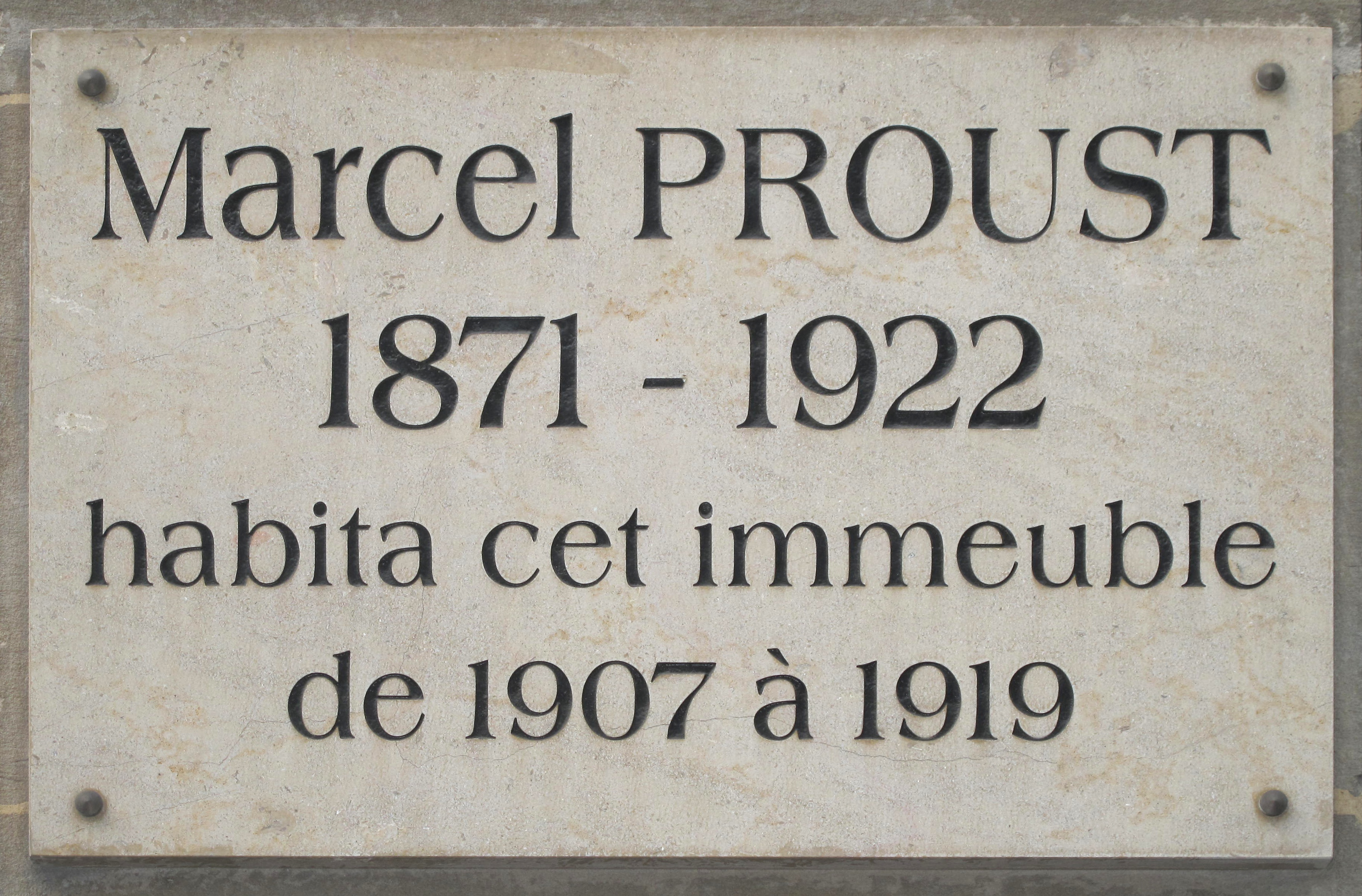
Tafel am Haus Nr. 102

- Nr. 102: Marcel Proust (1871–1922) bezog in diesem Gebäude nach dem Tod seiner Eltern am 27. Dezember 1906 eine große Sechs-Zimmer-Wohnung im zweiten Stock zwischen Straße und Hof, wo er den Triumph des schlechten bürgerlichen Geschmacks[5] sah. Er lebte dort bis 1919 und schrieb Auf der Suche nach der verlorenen Zeit.
- Nr. 132, Ecke Rue de Laborde: Denkmal Baron Haussmann von François Cogné
- Nr. 158: Musée Jacquemart-André

### Die großen Banken
- Société Générale (Haus Nr. 29).
- Crédit du Nord (Haus Nr. 59).
- Trade Republic (Haus Nr. 75).
- Swiss Life (Haus Nr. 86).

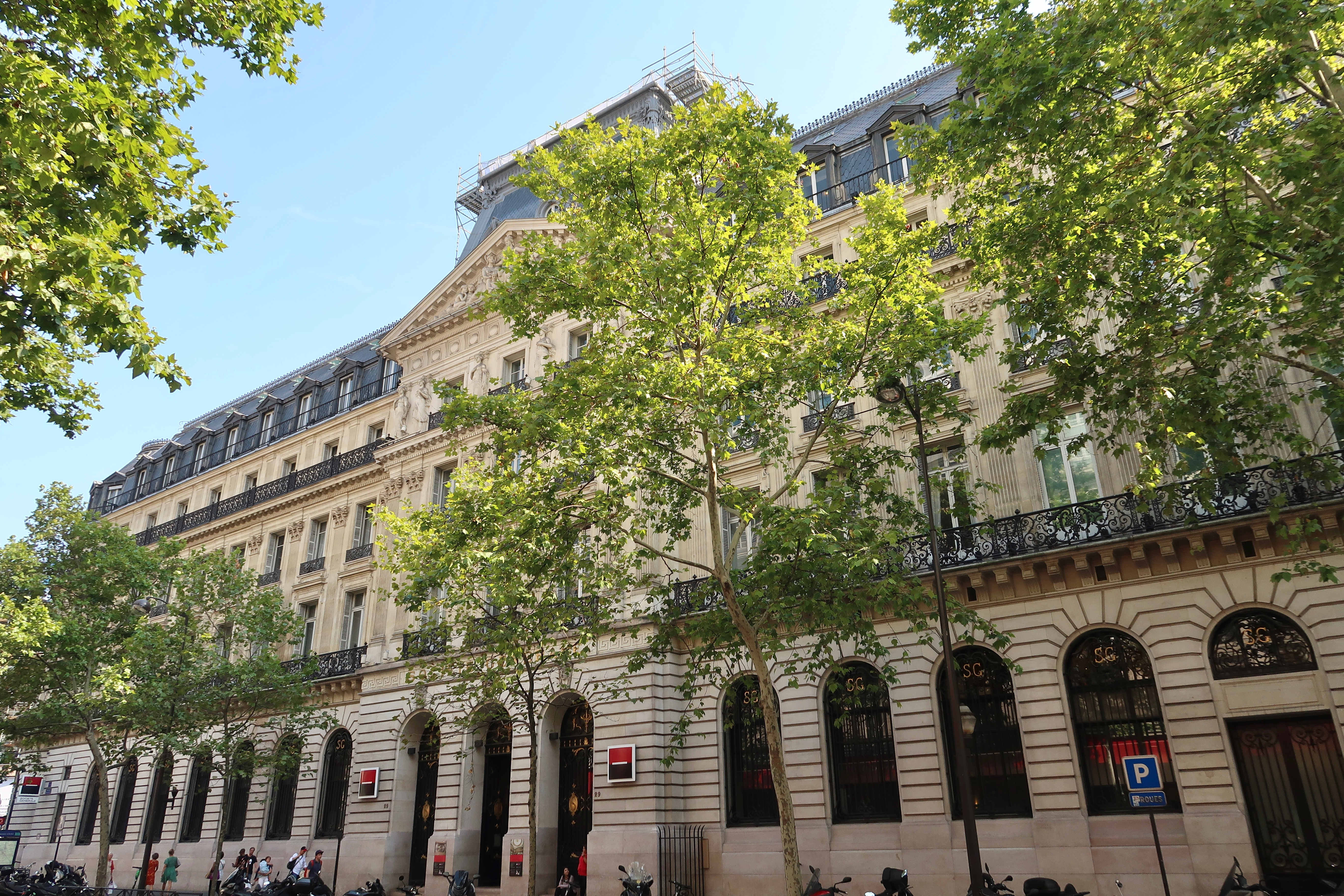
Sitz der Société Générale, Haus Nr. 29

- Royal Bank of Scotland (Haus Nr. 94).
- Lazard (Haus Nr. 119–121).

### Chanson
«Ça s’passe boul’vard Haussmann à cinq heures» beginnt ein Lied von 1988 von Alain Souchon (Verfasser und Interpret) und Laurent Voulzy (Komponist).

### Film
Große Teile des Films Fahrstuhl zum Schafott (1958) von Louis Malle spielen am Boulevard Haussmann in der Nähe der Rue de Courcelles.

### Berühmte Bewohner
- Louis Bernier (1845–1919), Architekt, Mitglied der Académie des Beaux-Arts, Nr. 144, 1910
- Henri Bernstein (1876–1953), Dramaturg, Nr. 157, 1910
- Gustave Caillebotte (1848–1894), Maler, Sammler und Mäzen, Nr. 31
- Jules Claretie (1840–1913), Literat, Intendant der Comédie-Française, Nr. 155, 1910
- Jules Delafosse (1841–1916), Literat, Nr. 155, 1910
- Suzanne Devoyod (1866–1954), Schauspielerin an der Comédie-Française, Nr. 130, 1910
- Maxime Du Camp (1822–1894), Schriftsteller und Fotograf, Nr. 82, 1910
- Cesare Galeotti (1872–1929), Komponist, Nr. 67, 1910
- Edmond de Grimberghe (1865–1920), Kunstmaler, Nr. 61, 1910
- André Messager (1853–1929), Komponist, Direktor der Opéra de Paris, Mitglied der Académie des Beaux-Arts
- Pierre d’Orléans (1845–1919), Duc de Penthièvre, Nr. 112, 1910
- Marcel Proust (1871–1922), Schriftsteller, Nr. 102, 1907–1919